# Kisei 2025
Il Kisei 2025 è la 49ª edizione del torneo goistico giapponese Kisei, ovvero il titolo di maggior prestigio del go professionistico giapponese. Il torneo è iniziato nel febbraio 2024 e si è concluso nel marzo 2025, con la vittoria del detentore del titolo, Ichiriky Ryo, sullo sfidante, Iyama Yuta Oza.
Il torneo prevede quattro leghe (C, B, A ed S) i cui vincitori si affrontano a eliminazione diretta per ottenere il titolo di sfidante: la finale, al meglio dei sette incontri, si disputa tra questo sfidante e il detentore del titolo, a sua volta deciso dalla finale della 48ª edizione, che si è svolta il mese successivo all'inizio della 49ª edizione.

## Fase preliminare
- W indica vittoria col bianco
- B indica vittoria col nero
- X indica la sconfitta
- +R indica che la partita si è conclusa per abbandono
- +N indica lo scarto dei punti a fine partita
- +F indica la vittoria per forfeit
- +T indica la vittoria per timeout
- +? indica una vittoria con scarto sconosciuto
- V indica una vittoria in cui non si conosce scarto e colore del giocatore

### Lega C
La Lega C comprende 32 goisti che si affrontano in cinque turni di gioco.

### Lega B1
| Giocatore           | D.M   | T.S.  | N.H.  | S.Y. | C.Z. | H.T.  | K.K. | S.A.  | Risultato | Note                                                  |
| ------------------- | ----- | ----- | ----- | ---- | ---- | ----- | ---- | ----- | --------- | ----------------------------------------------------- |
| Daisuke Murakawa 9d | –     | B+R   | W+R   | B+R  | W+R  | B+1,5 | X    | X     | 5-2       | 1 Qualificato al playoff per il torneo degli sfidanti |
| Tatsuya Shida 8d    | X     | –     | B+R   | W+R  | B+R  | W+R   | X    | X     | 4-3       | 3                                                     |
| Naoki Hane 9d       | X     | X     | –     | B+R  | W+R  | X     | X    | B+R   | 3-4       | Retrocesso alla Lega C del Kisei 2026                 |
| So Yokoku 9d        | X     | X     | X     | –    | B+R  | X     | B+R  | X     | 2-5       | Retrocesso alla Lega C del Kisei 2026                 |
| Cho Zuiketsu 6d     | X     | X     | X     | X    | –    | X     | W+R  | X     | 1-6       | Retrocesso alla Lega C del Kisei 2026                 |
| Hirata Tomoya 8d    | X     | X     | W+R   | B+R  | W+R  | –     | X    | W+1,5 | 4-3       | 4                                                     |
| Koyama Kuya 6d      | B+0,5 | W+R   | B+3,5 | X    | X    | W+R   | –    | B+R   | 5-2       | 2 Promosso alla Lega A del Kisei 2026                 |
| Sada Atsushi 7d     | W+R   | B+3,5 | X     | B+R  | W+R  | X     | X    | –     | 4-3       | 5                                                     |

### Lega B2
| Giocatore         | C.U | S.S.  | O.Y.  | O.R. | A.H. | Y.R.  | M.K.  | R.S.  | Risultato | Note                                                  |
| ----------------- | --- | ----- | ----- | ---- | ---- | ----- | ----- | ----- | --------- | ----------------------------------------------------- |
| Cho U 9d          | –   | B+0,5 | W+R   | +F   | X    | X     | X     | B+5,5 | 4-3       | 3                                                     |
| Shinji Suzuki 8d  | X   | –     | B+R   | +F   | X    | W+R   | X     | X     | 3-4       | Retrocesso alla Lega C del Kisei 2026                 |
| Otake Yu 7d       | X   | X     | –     | +F   | W+R  | B+2,5 | W+R   | X     | 4-3       | 4                                                     |
| Onishi Ryuhei 7d  | X   | X     | X     | –    | X    | X     | X     | X     | 0-7       | Retrocesso alla Lega C del Kisei 2026                 |
| Akiyoshi Hon 5d   | B+R | W+0,5 | X     | +F   | –    | B+1,5 | X     | B+9,5 | 5-2       | 1 Qualificato al playoff per il torneo degli sfidanti |
| Yokotsuka Riki 7d | W+R | X     | X     | +F   | X    | –     | X     | W+3,5 | 3-4       | Retrocesso alla Lega C del Kisei 2026                 |
| Motoki Katsuya 8d | B+R | W+1,5 | X     | +F   | B+R  | W+R   | –     | X     | 5-2       | 2 Promosso alla Lega A del Kisei 2026                 |
| Ryu Shikun 9d     | X   | B+R   | W+0,5 | +F   | X    | X     | W+0,5 | –     | 4-3       | 5                                                     |

### Lega A
| Giocatore           | K.Y   | R.Ko. | A.F.  | A.I.  | A.T.  | W.B.  | R.Ka. | H.Y.  | Risultato | Note                                                        |
| ------------------- | ----- | ----- | ----- | ----- | ----- | ----- | ----- | ----- | --------- | ----------------------------------------------------------- |
| Keigo Yamashita 9d  | –     | W+R   | B+R   | W+R   | X     | W+R   | X     | W+R   | 5-2       | 1 Qualificato ai quarti di finale del torneo degli sfidanti |
| Rin Kono 9d         | X     | –     | X     | B+R   | W+R   | B+R   | W+4,5 | X     | 4-3       | 2 Promosso alla Lega S del Kisei 2026                       |
| Akihiko Fujita 7d   | X     | B+R   | –     | X     | B+5,5 | X     | X     | W+1,5 | 3-4       | Retrocesso alla Lega B del Kisei 2026                       |
| Atsushi Ida 9d      | X     | X     | B+2,5 | –     | W+R   | B+R   | X     | B+R   | 4-3       | 3                                                           |
| Adachi Toshimasa 7d | W+5,5 | X     | X     | X     | –     | W+R   | X     | X     | 2-5       | Retrocesso alla Lega B del Kisei 2026                       |
| Wu Boyi 6d          | X     | X     | B+R   | X     | X     | –     | W+3,5 | X     | 2-5       | Retrocesso alla Lega B del Kisei 2026                       |
| Rin Kanketsu 8d     | W+3,5 | X     | W+R   | B+0,5 | W+R   | X     | –     | X     | 4-3       | Retrocesso alla Lega B del Kisei 2026                       |
| Hirose Yuichi 7d    | X     | W+R   | X     | X     | B+R   | W+5,5 | B+R   | –     | 4-3       | 4                                                           |

### Lega S
| Giocatore               | I.Y.  | K.K.  | T.S. | S.T.  | Y.Z.  | M.S. | Risultato | Note                                  |
| ----------------------- | ----- | ----- | ---- | ----- | ----- | ---- | --------- | ------------------------------------- |
| Iyama Yuta Oza          | –     | W+0,5 |      | W+R   | B+R   | X    | 3-1       |                                       |
| Kyo Kagen 9d            | X     | –     | X    | B+R   | W+R   | B+R  | 3-2       |                                       |
| Toramaru Shibano Meijin |       | B+R   | –    | W+R   | B+0,5 | W+R  | 4-0       |                                       |
| Shinji Takao 9d         |       | X     | X    | –     |       | X    | 0-4       | Retrocesso alla Lega A del Kisei 2026 |
| Yu Zhengqi 8d           | X     | X     | X    |       | –     | W+R  | 1-3       |                                       |
| Makoto Son 7d           | B+0,5 | X     | X    | W+4,5 | X     | –    | 2-3       |                                       |

## Fase finale

### Playoff Lega B1 e B2
I due vincitori dei gruppi B1 e B2 si sfidano per avanzare al turno successivo.

### Torneo degli sfidanti
- Yamashita Keigo ha ottenuto la qualificazione diretta ai quarti di finale in quanto vincitore della Lega A
- Shibano Toramaru ha ottenuto la qualificazione diretta alle semifinali in quanto secondo classificato della Lega S
- Yūta Iyama ha ottenuto la qualificazione diretta alla finale in quanto vincitore della Lega S
- Murakawa Daisuke ha ottenuto la qualificazione agli ottavi di finale come vincitore della Lega B
- Sakai Yuki ha ottenuto la qualificazione agli ottavi di finale come vincitore della Lega C

|  | Ottavi di finale | Ottavi di finale | Ottavi di finale |                 |     | Quarti di finale | Quarti di finale | Quarti di finale |  |  | Semifinali | Semifinali | Semifinali |  |  | Finale | Finale | Finale |  |
|  |                  |                  |                  |                 |     |                  |                  |                  |  |  |            |            |            |  |  |        |        |        |  |
|  | Sakai Yuki       | Sakai Yuki       | B+3,5            |                 |     |                  |                  |                  |  |  |            |            |            |  |  |        |        |        |  |
|  | Sakai Yuki       | Sakai Yuki       | B+3,5            |                 |     |                  |                  |                  |  |  |            |            |            |  |  |        |        |        |  |
|  | Murakawa Daisuke |                  |                  |                 |     |                  |                  |                  |  |  |            |            |            |  |  |        |        |        |  |
|  |                  | Sakai Yuki       |                  |                 |     |                  |                  |                  |  |  |            |            |            |  |  |        |        |        |  |
|  |                  |                  |                  |                 |     |                  |                  |                  |  |  |            |            |            |  |  |        |        |        |  |
|  |                  |                  | Yamashita Keigo  | Yamashita Keigo | W+R |                  |                  |                  |  |  |            |            |            |  |  |        |        |        |  |
|  |                  |                  |                  | Yamashita Keigo | W+R |                  |                  |                  |  |  |            |            |            |  |  |        |        |        |  |
|  |                  |                  |                  |                 |     |                  |                  |                  |  |  |            |            |            |  |  |        |        |        |  |
|  |                  |                  |                  |                 |     |                  |                  |                  |  |  |            |            |            |  |  |        |        |        |  |
|  |                  | Yamashita Keigo  | Yamashita Keigo  | B+R             |     |                  |                  |                  |  |  |            |            |            |  |  |        |        |        |  |
|  |                  |                  |                  |                 |     |                  |                  |                  |  |  |            |            |            |  |  |        |        |        |  |
|  |                  |                  | Shibano Toramaru |                 |     |                  |                  |                  |  |  |            |            |            |  |  |        |        |        |  |
|  |                  |                  |                  |                 |     |                  |                  |                  |  |  |            |            |            |  |  |        |        |        |  |
|  |                  |                  |                  |                 |     |                  |                  |                  |  |  |            |            |            |  |  |        |        |        |  |
|  |                  |                  |                  |                 |     |                  |                  |                  |  |  |            |            |            |  |  |        |        |        |  |
|  |                  |                  |                  |                 |     |                  |                  |                  |  |  |            |            |            |  |  |        |        |        |  |
|  |                  |                  |                  |                 |     |                  |                  |                  |  |  |            |            |            |  |  |        |        |        |  |
|  |                  |                  |                  |                 |     |                  |                  |                  |  |  |            |            |            |  |  |        |        |        |  |
|  |                  |                  |                  |                 |     |                  |                  |                  |  |  |            |            |            |  |  |        |        |        |  |
|  |                  |                  |                  |                 |     |                  |                  |                  |  |  |            |            |            |  |  |        |        |        |  |
|  |                  |                  |                  |                 |     |                  |                  |                  |  |  |            |            |            |  |  |        |        |        |  |
|  |                  | Yamashita Keigo  | Yamashita Keigo  | 0               |     |                  |                  |                  |  |  |            |            |            |  |  |        |        |        |  |
|  |                  |                  |                  |                 |     |                  |                  |                  |  |  |            |            |            |  |  |        |        |        |  |
|  |                  |                  | Yūta Iyama       | Yūta Iyama      | 2   |                  |                  |                  |  |  |            |            |            |  |  |        |        |        |  |

### Finale degli sfidanti
Yūta Iyama inizia la sfida con una vittoria di vantaggio in quanto vincitore della Lega S. Di conseguenza vincendo il primo dei due incontri si è portato già sul 2-0 rendendo inutile la seconda partita.

## Finale
La finale è una sfida al meglio delle sette partite, da disputarsi tra il detentore del titolo, Ryo Ichiriki e lo sfidante Yuta Iyama, qualificato tramite il processo di selezione. Per Ichiriki si tratta della quinta finale del Kisei, la quarta consecutiva; per Iyama, Kisei onorario, si tratta invece della tredicesima finale.